# Großsteingrab Heckelberg
Das Großsteingrab Heckelberg war eine megalithische Grabanlage der Jungsteinzeit bei Heckelberg, einem Ortsteil von Heckelberg-Brunow im Landkreis Märkisch-Oderland (Brandenburg). Es wurde wohl im 19. oder 20. Jahrhundert zerstört.

## Lage
Das Grab befand sich südlich des Vorwerks Gratze, nahe der sogenannten „Ritterburg“.

## Beschreibung
Friedrich Dehmlow berichtet mit Bezug auf einen nicht mehr auffindbaren Bericht im Archiv des Märkischen Museum in Berlin von einem beraubten „Hünengrab“. Über Maße, Ausrichtung und Typ liegen keine näheren Informationen vor. Hans-Jürgen Beier ordnet es nur allgemein als Großsteingrab ein, Eberhard Kirsch als Großsteingrab oder Steinkiste. Zur Zeit der Niederschrift des Berichts (das Datum ist unbekannt) waren noch die Seitenplatten der Anlage vorhanden. Auch wurde ein Keramikgefäß („Urne“) geborgen, über das aber auch keine genaueren Angaben gemacht wurden. Eberhard Kirsch hält eine Einordnung der Anlage in die Kugelamphoren-Kultur für möglich.